# Horní Loděnice
Horní Loděnice é uma comuna checa localizada na região de Olomouc, distrito de Olomouc.